# Dysdera vandeli
Dysdera vandeli là một loài nhện trong họ Dysderidae.
Loài này thuộc chi Dysdera. Dysdera vandeli được J. Denis miêu tả năm 1962.